# R・J・ヴィンセント
R・J・ヴィンセント（Raymond John Vincent, 1943年2月28日 - 1990年11月2日）は、イギリスの国際政治学者。元ロンドン・スクール・オブ・エコノミクス（LSE）の国際関係論教授。英国学派の一人。
ウェールズ大学卒業後、レスター大学で修士号、オーストラリア国立大学より博士号の学位取得。指導教官はヘドリー・ブルだった。キール大学、オックスフォード大学を経て、スーザン・ストレンジの後任として、1989年にLSE教授となる。

## 著作

### 単著
- Nonintervention and International Order, (Princeton University Press, 1974).
- Human Rights and International Relations, (Cambridge University Press, 1986).

### 編著
- Foreign Policy and Human Rights: Issues and Responses, (Cambridge University Press, 1986).

### 共編著
- Order and Violence: Hedley Bull and International Relations, co-edited with J. D. B. Miller, (Clarendon Press, 1990).
- The West and the Third World: Essays in Honour of J. D. B. Miller, co-edited with Robert O'Neill, (Macmillan, 1990).

## 関連
- 英国学派